# Pit (rivier)
De Pit (Engels: Pit River) is een rivier in de Amerikaanse staat Californië. Ze stroomt vanuit het noordoosten van de staat naar het noorden van de Central Valley, waar ze in de Sacramento uitmondt. De Pit is de langste zijrivier van de Sacramento River. Ze ontspringt op verschillende plaatsen in de county's Modoc, Lassen en Shasta alvorens zuidwestwaarts te stromen, waar ze in het stuwmeer Shasta Lake uitmondt. De Pit levert zo'n 80% van het water in het meer.
Samen met de Klamath en de Columbia is de Pit River een van de slechts drie rivieren in de VS die de Cascade Range oversteken.